# Mistrovství Evropy v judu 1988
Mistrovství Evropy se konalo v Pamploně, Španělsko, ve dnech 19.-22. května 1988

## Výsledky

### Muži
| Kategorie | Zlato                       | Stříbro                         | Bronz                    | Bronz                     |
| --------- | --------------------------- | ------------------------------- | ------------------------ | ------------------------- |
| -60 kg    | Amiran Totikašvili (URS)GEO | Patrick Roux (FRA)              | Neil Eckersley (GBR)     | Carlos Sotillo (ESP)      |
| -65 kg    | Bruno Carabetta (FRA)       | Guido Schumacher (FRG)          | Udo Quellmalz (GDR)      | Sergej Kosmynin (URS)RUS  |
| -71 kg    | Joaquín Ruiz (ESP)          | Sven Loll (GDR)                 | Krzysztof Kamiński (POL) | Hans Engelmeier (FRG)     |
| -78 kg    | Bašir Varajev (URS)RUS      | Frank Wieneke (FRG)             | Pascal Tayot (FRA)       | Peter Reiter (AUT)        |
| -86 kg    | Fabien Canu (FRA)           | Densign White (GBR)             | Ben Spijkers (NED)       | Peter Seisenbacher (AUT)  |
| -95 kg    | Jiří Sosna (TCH)CZE         | Jevgenij Pečurov (URS)RUS       | Marko Valev (BUL)        | Robert Van de Walle (BEL) |
| +95 kg    | Grigorij Veričev (URS)RUS   | Alexander von der Groeben (FRG) | Dimitar Zaprjanov (BUL)  | Henry Stöhr (GDR)         |

### Ženy
| Kategorie | Zlato                        | Stříbro                       | Bronz                       | Bronz                      |
| --------- | ---------------------------- | ----------------------------- | --------------------------- | -------------------------- |
| -48 kg    | Jessica Galová (NED)         | Katalin Parraghová (HUN)      | Martine Dupondová (FRA)     | Dolores Veguillasová (ESP) |
| -52 kg    | Alessandra Giungiová (ITA)   | Jaana Ronkainenová (FIN)      | Joanna Majdanová (POL)      | Dominique Brunová (FRA)    |
| -56 kg    | Catherine Arnaudová (FRA)    | Miriam Blascová (ESP)         | Jenny Galová (NED)          | Gisela Hämmerlingová (SUI) |
| -61 kg    | Diane Bellová (GBR)          | Begoña Gómezová (ESP)         | Frauke Eickhoffová (FRG)    | Renate Lehnerová (AUT)     |
| -66 kg    | Alexandra Schreiberová (FRG) | Emanuela Pierantozziová (ITA) | Brigitte Deydierová (FRA)   | Roswitha Hartlová (AUT)    |
| -72 kg    | Ingrid Berghmansová (BEL)    | Isabel Cortabitarteová (ESP)  | Elisabeth Karlssonová (SWE) | Laëtitia Meignanová (FRA)  |
| +72 kg    | Angelique Serieseová (NED)   | Isabelle Paqueová (FRA)       | Karin Kutzová (FRG)         | Sharon Leeová (GBR)        |